# Carl Ikeme
Carl Onora Ikeme (Sutton Coldfield, 8 giugno 1986) è un ex calciatore inglese naturalizzato nigeriano, di ruolo portiere.

## Biografia
Il 6 luglio 2017, è stato annunciato che è stata diagnosticata a Ikeme una leucemia acuta dopo alcuni test di routine.
Il 23 giugno 2018, viene annunciato che Ikeme è in completa remissione dalla sua leucemia, dopo "un anno duro e una intensa chemioterapia".

## Carriera

### Club
Ha iniziato la sua carriera nelle giovanili del Wolverhampton, dove viene promosso in prima squadra nel 2003. Non trovando molto spazio nei Wolves, viene girato in prestito in vari club di Football League One e Football League Championship, tra i quali Charlton Athletic, Leicester, QPR e Middlesbrough. Durante il prestito al Doncaster Rovers, avvenuto nel novembre del 2011, viene richiamato dai Wolves per avere il ruolo di secondo portiere, a seguito dell'infortunio di Wayne Hennessey.
Il 27 luglio 2018 annuncia il suo ritiro dal calcio giocato per concentrarsi alla lotta contro la sua leucemia.

### Nazionale
Nonostante sia nato in Inghilterra, ha scelto di rappresentare la Nigeria a livello internazionale. Nel 2007 ha ricevuto la sua prima convocazione in nazionale, senza però essere schierato in campo.

## Statistiche

### Presenze e reti nei club
Statistiche aggiornate al 29 gennaio 2018.
| Stagione        | Squadra         | Campionato      | Campionato | Campionato | Coppe nazionali | Coppe nazionali | Coppe nazionali | Coppe continentali | Coppe continentali | Coppe continentali | Altre coppe | Altre coppe | Altre coppe | Totale | Totale |
| Stagione        | Squadra         | Comp            | Pres       | Reti       | Comp            | Pres            | Reti            | Comp               | Pres               | Reti               | Comp        | Pres        | Reti        | Pres   | Reti   |
| --------------- | --------------- | --------------- | ---------- | ---------- | --------------- | --------------- | --------------- | ------------------ | ------------------ | ------------------ | ----------- | ----------- | ----------- | ------ | ------ |
| 2011-2012       | Wolverhampton   | PL              | 1          | -1         | FACup+CdL       | -               | -               | -                  | -                  | -                  | -           | -           | -           | 1      | -1     |
| 2012-2013       | Wolverhampton   | FLC             | 38         | -53        | FACup+CdL       | 1+2             | -1 + -2         | -                  | -                  | -                  | -           | -           | -           | 41     | -56    |
| 2013-2014       | Wolverhampton   | FL1             | 41         | -29        | FACup+CdL       | 2+1             | -3 + -1         | -                  | -                  | -                  | FLT         | 1           | 0           | 45     | -33    |
| 2014-2015       | Wolverhampton   | FLC             | 33         | -44        | FACup+CdL       | 2+0             | -3              | -                  | -                  | -                  | -           | -           | -           | 35     | -47    |
| 2015-2016       | Wolverhampton   | FLC             | 34         | -41        | FACup+CdL       | 1+1             | -1 + -3         | -                  | -                  | -                  | -           | -           | -           | 36     | -45    |
| 2016-2017       | Wolverhampton   | FLC             | 31         | -34        | FACup+CdL       | 2+0             | -2              | -                  | -                  | -                  | -           | -           | -           | 33     | -36    |
| 2017-2018       | Wolverhampton   | FLC             | 0          | 0          | FACup+CdL       | 0               | 0               | -                  | -                  | -                  | -           | -           | -           | 0      | 0      |
| Totale carriera | Totale carriera | Totale carriera | 178        | -202       |                 | 12              | -16             |                    | -                  | -                  |             | 1           | 0           | 191    | -218   |

### Cronologia presenze e reti in nazionale
| Cronologia completa delle presenze e delle reti in nazionale ― Nigeria | Cronologia completa delle presenze e delle reti in nazionale ― Nigeria | Cronologia completa delle presenze e delle reti in nazionale ― Nigeria | Cronologia completa delle presenze e delle reti in nazionale ― Nigeria | Cronologia completa delle presenze e delle reti in nazionale ― Nigeria | Cronologia completa delle presenze e delle reti in nazionale ― Nigeria | Cronologia completa delle presenze e delle reti in nazionale ― Nigeria | Cronologia completa delle presenze e delle reti in nazionale ― Nigeria |
| Data                                                                   | Città                                                                  | In casa                                                                | Risultato                                                              | Ospiti                                                                 | Competizione                                                           | Reti                                                                   | Note                                                                   |
| ---------------------------------------------------------------------- | ---------------------------------------------------------------------- | ---------------------------------------------------------------------- | ---------------------------------------------------------------------- | ---------------------------------------------------------------------- | ---------------------------------------------------------------------- | ---------------------------------------------------------------------- | ---------------------------------------------------------------------- |
| 5-9-2015                                                               | Dar es Salaam                                                          | Tanzania                                                               | 0 – 0                                                                  | Nigeria                                                                | Qual. Coppa d'Africa 2017                                              | -                                                                      |                                                                        |
| 8-9-2015                                                               | Port Harcourt                                                          | Nigeria                                                                | 2 – 0                                                                  | Niger                                                                  | Amichevole                                                             | -                                                                      | 81’                                                                    |
| 8-10-2015                                                              | Visé                                                                   | Nigeria                                                                | 0 – 2                                                                  | RD del Congo                                                           | Amichevole                                                             | -2                                                                     |                                                                        |
| 11-10-2015                                                             | Bruxelles                                                              | Nigeria                                                                | 3 – 0                                                                  | Camerun                                                                | Amichevole                                                             | -                                                                      |                                                                        |
| 13-11-2015                                                             | Lobamba                                                                | eSwatini                                                               | 0 – 0                                                                  | Nigeria                                                                | Qual. Mondiali 2018                                                    | -                                                                      |                                                                        |
| 17-11-2015                                                             | Port Harcourt                                                          | Nigeria                                                                | 2 – 0                                                                  | eSwatini                                                               | Qual. Mondiali 2018                                                    | -                                                                      |                                                                        |
| 25-3-2016                                                              | Kaduna                                                                 | Nigeria                                                                | 1 – 1                                                                  | Egitto                                                                 | Qual. Coppa d'Africa 2017                                              | -1                                                                     |                                                                        |
| 27-5-2016                                                              | Le Petit-Quevilly                                                      | Nigeria                                                                | 1 – 0                                                                  | Mali                                                                   | Amichevole                                                             | -                                                                      |                                                                        |
| 3-9-2016                                                               | Uyo                                                                    | Nigeria                                                                | 1 – 0                                                                  | Tanzania                                                               | Qual. Coppa d'Africa 2017                                              | -                                                                      |                                                                        |
| 9-10-2016                                                              | Ndola                                                                  | Zambia                                                                 | 1 – 2                                                                  | Nigeria                                                                | Qual. Mondiali 2018                                                    | -1                                                                     |                                                                        |
| Totale                                                                 |                                                                        | Presenze                                                               | 10                                                                     |                                                                        | Reti                                                                   | -4                                                                     |                                                                        |

## Palmarès

### Club

#### Competizioni nazionali
- Campionato inglese di seconda divisione: 2

Wolverhampton: 2008-2009, 2017-2018
- Football League One: 1

Wolverhampton: 2013-2014

### Individuale
- PFA Football League One Team of the Year: 1[7]

2013-2014